# تلغراف روسي أمريكي
التلغراف الروسي الأمريكي، والمعروف كذلك باسم بعثة تلغراف ويسترن يونيون وتلغراف كولينز أوفرلاند، هو محاولة شرعت بها شركة ويسترن يونيون تلغراف خلال الفترة 1865-1867 تهدف إلى وضع خط تلغراف يمتد من سان فرانسيسكو في كاليفورنيا إلى موسكو في روسيا.
كان من المقرر أن يمتد مسار المشروع الذي بلغت كلفته 3,000,000 دولار (ما يعادل 53.1 مليون دولار حاليًا) من كاليفورنيا إلى روسيا مرورًا بولاية أوريغون وإقليم واشنطن ومستعمرة كولومبيا البريطانية وأمريكا الروسية، تحت بحر بيرينغ عبورًا بقارة أوراسيا، حيث ستكون بقية الخطوط على اتصال مع بقية أوروبا. اقتُرح هذا المشروع ليكون بديلًا أبعد بكثير مقارنة بالكابلات الطويلة الممتدة عبر أعماق الماء في المحيط الأطلسي، إذ لم يتوجب عليه سوى عبور مضيق بيرينغ الضيق نسبيًا تحت الماء بين أمريكا الشمالية وسيبيريا.
اتضح أن وضع الكابل عبر سيبيريا كان أكثر صعوبة مما هو متوقع. في الوقت ذاته، أُنجِز كابل سايروس ويست فيلد الممتد عبر المحيط الأطلسي بنجاح، ما أسفر عن إيقاف الجهود المبذولة على الخط العابر لروسيا في عام 1867. على الرغم من هذا الفشل الاقتصادي، تُعتبر العديد من جوانب هذا الجهد ناجحة نظرًا للفوائد المختلفة التي جلبتها هذه البعثة إلى المناطق التي اجتازتها. حتى الآن، لم تحاول أي هيئة وضع كابل اتصالات عبر بحر بيرينغ، إذ تمتد جميع كابلات الاتصالات البحرية الموجودة غربًا من أمريكا الشمالية مرورًا بالمزيد من الطرق الجنوبية عبر مساحات أطول بكثير من شمال المحيط الهادئ، وتتصل بآسيا في اليابان ثم إلى البر الآسيوي الرئيسي.

## خطط متنافسة
بحلول عام 1861، ربطت شركة ويسترن يونيون تلغراف شرق الولايات المتحدة بالتلغراف الكهربائي على طول الطريق المؤدي إلى سان فرانسيسكو. بقي التحدي المتمثل بربط أمريكا الشمالية ببقية العالم قائمًا.
واجه شخصان من رواد تقنية التلغراف هذا التحدي، سعى أحدهما، سايروس ويست فيلد، إلى وضع كابل تحت البحر يمتد من الغرب إلى الشرق عبر المحيط الأطلسي من أمريكا الشمالية، بينما اقترح الآخر، بيري كولينز، وضع خط يمتد من الغرب إلى الشرق ويسير في الاتجاه المعاكس، برًا من الساحل الغربي لأمريكا الشمالية إلى موسكو مرورًا بمضيق بيرينغ وسيبيرا.
في عام 1858، وضعت شركة أتلانتيك تلغراف التابعة لشركة فيلد أول كابل تلغراف عبر المحيط الأطلسي. مع ذلك، تلف الكابل بعد ثلاثة أسابيع ولم تنجح محاولات إصلاحه.
زار رجل الأعمال بيري كولينز روسيا آنذاك وأشار إلى أنها تحرز تقدمًا ملحوظًا في توسعة شبكة خطوطها التلغرافية الممتدة شرقًا من موسكو عبر سيبيريا. عند عودة كولينز إلى الولايات المتحدة، اقترح على حيرام سيبلي، رئيس شركة ويسترن يونيون تلغراف فكرة إنشاء خط تلغراف بري يمر عبر الولايات الشمالية الغربية ومستعمرة كولومبيا البريطانية وروسيا ألاسكا. عملا معًا على ترويج الفكرة وحظيا بتأييد كبير في الولايات المتحدة ولندن وروسيا.

## أعمال تحضيرية
في 1 يوليو 1864، منح الرئيس الأمريكي أبراهام لنكولن شركة ويسترن يونيون حق المرور من سان فرانسيسكو إلى حدود كولومبيا البريطانية وخصص لها باخرة ساغيناو التابعة للبحرية الأمريكية. مُنحت الشركة كذلك حق تشغيل سفينة جورج رايت ونايتنجيل، وهي سفينة خُصصت لنقل العبيد سابقًا، بالإضافة إلى أسطول من الزوارق النهرية والسفن الشراعية.
اختار كولينز العقيد تشارلز بولكلي للإشراف على أعمال الإنشاء، إذ عمل بولكلي سابقًا مشرفًا على التلغراف العسكري. بصفة بولكي رجلًا عسكريًا سابقًا، قسم أطقم العمل إلى «فرق عاملة» و«فيالق مهندسين».
عُيّن إدوارد كونواي مديرًا لمشروع الطريق الأمريكي وأقسام كولومبيا البريطانية. عُيّن فرانكلين بوب في كونواي وأوكل بمهمة استكشاف كولومبيا البريطانية. أوكلت مهمة استكشاف أمريكا الروسية إلى عالم الطبيعة في معهد سميثسونيان، روبرت كينيكوت. تولى النبيل الروسي سيرج أباسا مهمة الإنشاء والاستكشاف في سيبيريا، حيث جرى تعيين كولينز ماكراي وجورج كينان وجي إيه ماهود.
قُسّمت فرق الاستكشاف والإنشاء إلى مجموعات: واحدة في كولومبيا البريطانية، وعملت أخرى حول نهر يوكون وخليج نورتون ساوند وكان مقرها الرئيسي في سانت مايكل، ألاسكا، واستكشفت المجموعة الثالثة المنطقة الممتدة على طول نهر أمور في سيبيريا، بينما أُرسلت المجموعة الرابعة والمؤلفة من نحو أربعين رجلًا إلى بورت كلارنس لإنشاء الخط الذي كان من المقرر أن يعبر مضيق بيرينغ إلى سيبيريا.
حظي المشروع بتأييد مستعمرة كولومبيا ودعمها الكامل، ما سمح بإحضار مواد إنشاء الخط دون فرض رسوم عليها. وقع الاختيار على نيو وستمنستر لتكون محطة كولومبيا البريطانية، والتي تفوقت على منافستها فيكتوريا، ونُشرت توقعات في صحيفة كولومبيا البريطانية تتنبأ «أن تصبح نيو وستمنستر، التي شوهت جارتها الغيورة سمعتها وخشيت منها، في مركز كل هذه الأنظمة العظيمة». سار خط التلغراف بمحاذاة الساحلي الغربي من الحدود الأمريكية، ثم عبر الأرض المرتفعة المعروفة حاليًا باسم وايت روك وساوث سري إلى نهر نيكوميكل. عبر خط التلغراف مسار كينيدي شمال غرب مقاطعة سري وشمال دلتا من خليج الطين إلى نهر فريزر.
وُضع كابل يمر بالنهر في براونزفيل باتجاه نيو وستمنستر. بدأت عمليات المسح في كولومبيا البريطانية قبل أن يصل الخط إلى نيو وستمنستر في 21 مارس 1865. وصل إدوارد كونواي إلى مدينة هوب حيث استاء من صعوبة التضاريس. ردًا على مخاوف كونواي، وافقت مستعمرة كولومبيا البريطانية على إنشاء طريق يصل بين نيو وستمنستر وييل حيث سيلتقي بطريق كاريبو المكتمل حديثًا. كان على شركة التلغراف أن تربط الأسلاك على طول هذا الطريق فقط.

## المسار عبر أمريكا الروسية
في عام 1865، بدأ العمل في أمريكا الروسية، ولكنه لم يُحرَز أي تقدم ملحوظ في البداية. ساهمت العديد من العوامل في إبطاء مسار العمل، بما في ذلك المناخ والتضاريس ونقص الإمدادات وتأخر وصول فرق البناء. مع ذلك، جرى الانتهاء من عملية مسح الطريق بأكمله عبر أمريكا الروسية بحلول خريف عام 1866. بدلًا من الانتظار حتى فصل الربيع، كما جرت العادة، بدأت أعمال البناء في ذلك الشتاء واستمرت خلاله.
لم يكن العديد من عمال ويسترن يونيون معتادين على فصول الشتاء الشمالية القاسية والعمل في ظروف شديدة البرودة ما جعل عملية إنشاء الخط تجربة صعبة. كان لا بد من إشعال الحرائق لإذابة الأرض المتجمدة قبل حفر الثقوب لوضع أعمدة التلغراف. فيما يتعلق بعمليات النقل وسحب الإمدادات، كان استخدام فرق من كلاب الزلاجات الخيار الوحيد الذي لجأ طاقم العمل إليه.
أُنجز الكابل الأطلسي بنجاح وجرى إرسال أول رسالة عبر المحيط الأطلسي إلى إنجلترا في يوليو 1866، ولم يكن الرجال في الفرقة الأمريكية الروسية على علم بها إلا بعد عام كامل.
بحلول ذلك الوقت، أُنشئت محطات التلغراف، وقُطعت آلاف الأعمدة ونُشرت على طول الطريق ليُستكمل بذلك بناء ما يتجاوز 45 ميل (72 كم) من الخط في أمريكا الروسية. على الرغم من إحراز الكثير من التقدم، توقف العمل على الخط رسميًا في يوليو 1867.